# Vain
Vain är ett amerikanskt glam metal-band från San Francisco bildat 1986 av sångaren Davy Vain. Efter att 1988 fått kontrakt med Island Records gav de året därpå ut debutalbumet No Respect.

## Medlemmar
Nuvarande medlemmar
- Davy Vain – sång, gitarr (1986–1991, 1993– )
- Ashley Mitchell – basgitarr (1986–1991, 1993– )
- Jamie Scott – gitarr (1986–1991, 1993–1994, 2000– )
- Danny West – gitarr (1986–1991, 1993–1994, 2005– )
- Louie Senor – trummor (1994–2009, 2010-idag)

Tidigare medlemmar
- Tom Rickard – trummor (1986–1991, 2009–2010)
- Shawn Rorie – gitarr (1991)
- Steven Adler – trummor (1991)
- Danny Fury – trummor (1993–1994)

## Diskografi
Studioalbum
- 1989 – No Respect
- 1993 – Move on It
- 1995 – Fade
- 2000 – In from Out of Nowhere
- 2005 – On the Line
- 2011 – Enough Rope
- 2016 – Rolling With The Punches

Singlar
- 1989 – "Beat the Bullet"

Video
- 2011 – Official Bootlegs 1989-1995 (DVD)